# Polideportivo A Malata
El Polideportivo Municipal de A Malata (oficialmente en gallego Polideportivo Municipal da Malata) es la principal instalación deportiva cubierta de la ciudad española de Ferrol, en la provincia de La Coruña. Se encuentra ubicado en la Ensenada de A Malata, junto al paseo marítimo y el recinto ferial de Punta Arnela, formando parte de la mayor zona deportiva de la ciudad, junto con el Estadio de A Malata. 
Está dedicado, fundamentalmente, a la práctica del baloncesto y fútbol sala, si bien acoge otras disciplinas, como gimnasia rítmica o balonmano. Junto al polideportivo se encuentran situadas las Pistas de Atletismo de A Malata, así como las pistas municipales de tenis y pádel.

## Historia
Sus obras de construcción terminaron en 1982, acogiendo en mayo de 1983 su primer evento: la disputa de la fase final de la 1ª división de balonmano. El primer partido de baloncesto disputado en esta instalación, tuvo lugar el 22 de mayo de 1983, con la disputa de un encuentro entre las selecciones femeninas de España y Cuba.
Durante más de 10 años, acogió los encuentros de Liga ACB en los que el Club Baloncesto OAR Ferrol actuaba como local, así como enfrentamientos de Copa Korac disputados por el mismo equipo.
Entre los eventos celebrados en el pabellón, en la disciplina de baloncesto, destacan el haber sido sede del Grupo B del Campeonato Mundial de Baloncesto de 1986  y acoger los encuentros de la Copa del Príncipe de Asturias de Baloncesto de 1989.
Desde la temporada 1998/99 hasta la temporada 2002/03, A Malata acogió los encuentros de División de Honor de Fútbol Sala disputados por O Parrulo. El polideportivo continúa siendo la cancha habitual del equipo ferrolano, de nuevo en la máxima categoría del fútbol sala nacional desde la temporada 2017/18.

## Capacidad
Originalmente, tenía cabida para 3900 espectadores, ampliables, mediante gradas supletorias, hasta los 5000 espectadores. Estas gradas supletorias acabaron quedando permanentemente instaladas durante las temporadas que el OAR Ferrol disputó sus encuentros de Liga ACB. 
Durante la celebración del Campeonato Mundial de Baloncesto de 1986  el aforo quedó reducido a 4300 espectadores, tras haberse ampliado de forma temporal el palco de autoridades y la zona destinada a medios de comunicación.
- Datos: Q12397252
- Multimedia: Polideportivo A Malata / Q12397252